# The Green (Dartmouth College)

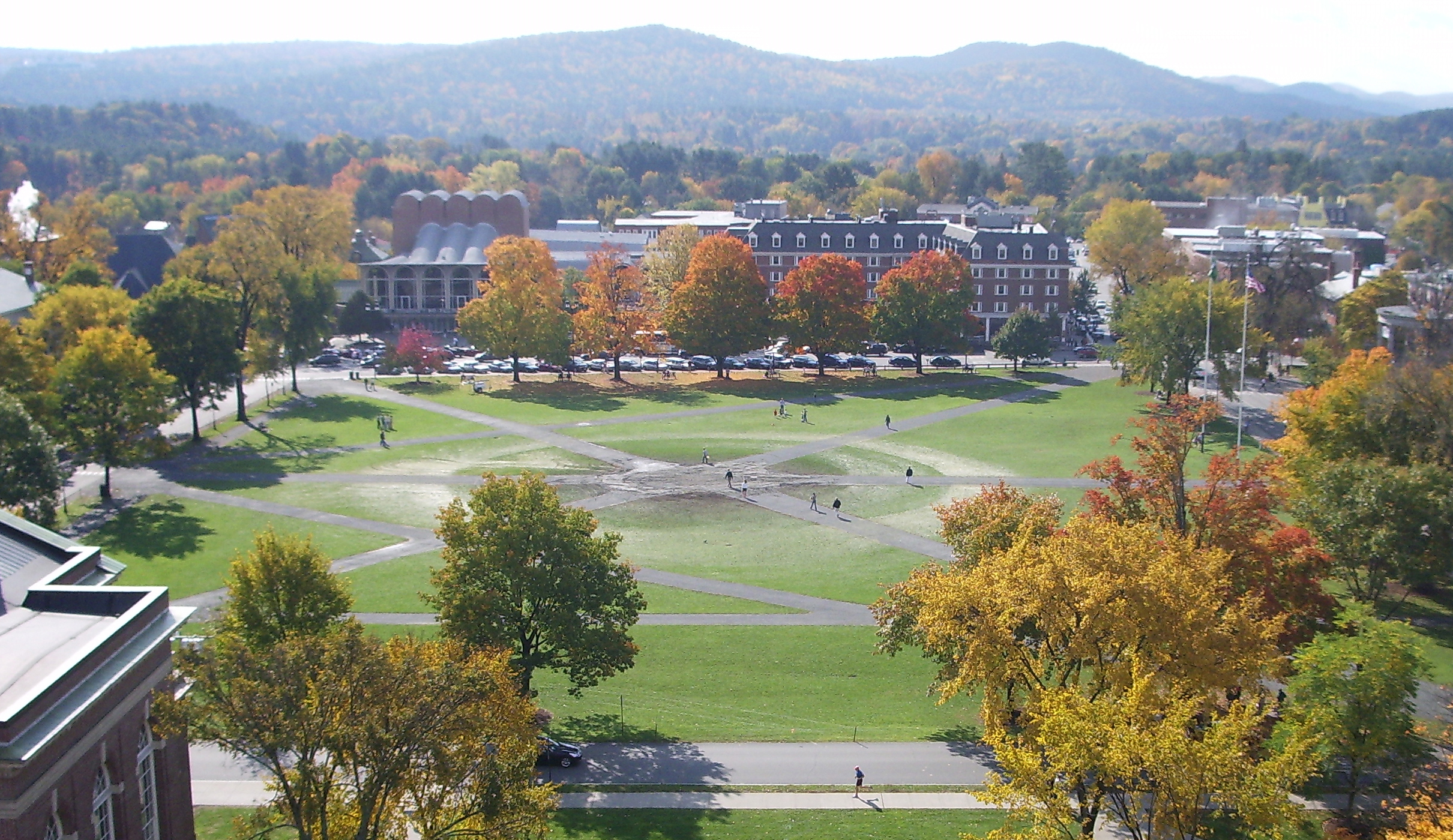
Vista do The Green no sul da torre da Baker Memorial Library, logo depois do anual "Homecoming Bonfire". O "Hopkins Center for the Arts" (à esquerda) e o "Hanover Inn" (à direita) são visíveis no lado oposto.

The Green (formalmente the College Green) é um campo coberto de grama e espaço comum no centro da Dartmouth College, uma Universidade Ivy League localizada em Hanover, New Hampshire, Estados Unidos. Foi uma das primeiras parcelas de terra obtidas pela Universidade após sua fundação em 1769, e é a única criação do século XVIII remanescente no centro do campus. Depois dos pinheiros serem retirados, inicialmente serviu como um pasto e, posteriormente, como um campo de atletismo para eventos esportivos da Universidade. Hoje, é um local central para comícios, celebrações e demonstrações, e serve como área geral de recreação para todos os fins. A Universidade descreve o the Green como "histórico" e como o "centro emocional" da instituição.

## Geografia

Um diagrama do the Green

O the Green é um terreno de cinco acres (dois hectares) localizado no centro da cidade de Hanover, New Hampshire. É atravessado por sete caminhos, para pedestres, de cascalho, cujas localizações variaram até cerca de 1931, quando a configuração foi alterada pela última vez. Três deles dividem o the Green, indo do sudoeste para nordeste, do noroeste para sudeste e do leste para oeste. O caminho mais ao norte de seus dois caminhos leste-oeste foi acrescentado depois que o Massachusetts Hall foi construído em 1907 e liga a entrada central daquele dormitório a oeste do the Green à entrada norte do Dartmouth Hall, a leste. Dois caminhos correm dos cantos noroeste e sudoeste, respectivamente, até o meio da borda leste do the Green. Um caminho final corre de norte a sul ao longo do lado leste. O the Green também pavimentou calçadas ao longo de suas bordas sul e oeste.
O the Green não é perfeitamente retangular, já que sua fronteira sul, ao longo da rua Wheelock, se estende levemente para o nordeste, em vez do leste-oeste. Essa irregularidade deve-se à apreensão, em 1873, pela cidade de Hanover, de parte do canto sudeste do the Green, que ela usava para endireitar a rua Wheelock. O the Green já havia estendido 30 pés (9,1 metros) mais ao sul naquele canto.
As bordas externas do the Green são cercadas por bancos e árvores; dois mastros de bandeira estão no centro do lado ocidental. A trama é delimitada por quatro ruas: a rua Wheelock para o sul, a rua College para o leste, a rua Wentworth para o norte e a rua Main para o oeste. Todas, exceto a rua Wheelock, são estradas de mão única, com o trânsito circulando no sentido anti-horário em torno do the Green.
Muitos dos edifícios importantes do campus de Dartmouth estão localizados ao redor do the Green. Para o norte encontra-se o Baker Memorial Library, a biblioteca principal de Dartmouth, o Webster Hall, contendo a biblioteca Rauner Special Collections Library, e o Sanborn Hall, lar do departamento de Inglês. No lado oeste fica o prédio da administração, o Parkhurst Hall, o prédio de admissões, o McNutt Hall e dois prédios estudantis, o Robinson Hall e o Collis Center. Ao sul fica o Hanover Inn, um hotel de propriedade da Faculdade, e o Hopkins Center for the Arts. Para o leste estão os edifícios históricos de Dartmouth Row, compostos por Wentworth Hall, Dartmouth Hall, Thornton Hall e Reed Hall, como também o Rollins Chapel.

## História

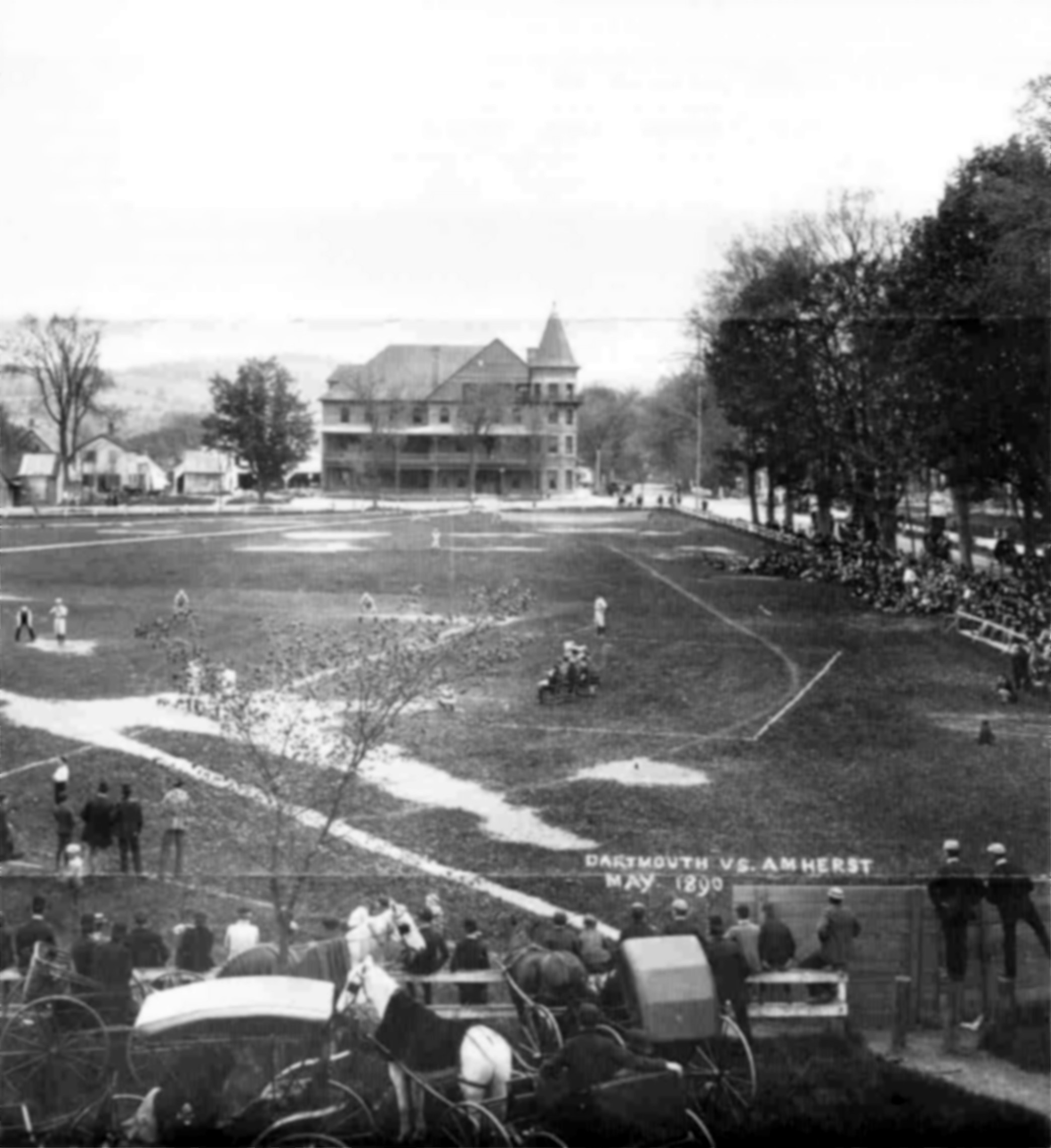
Um jogo de basebol de 1890 sendo jogado contra o Amherst College no the Green.

A terra em que o the Green se encontra era originalmente uma floresta de pinheiro, com algumas árvores atingindo a altura de 270 pés (82 metros), alta o suficiente para bloquear o sol. O processo de limpeza dos pinheiros foi iniciado em 1770 pela recém-fundada Dartmouth College. O plano de aldeia de Hanover foi estabelecido no ano seguinte e incluiu como sua característica central uma praça de 7,5 acres (3 hectares). Mesmo que a terra tenha sido desmatada, muitos troncos de árvores permaneceram até 1831; por um longo período, foi uma tradição de Dartmouth para a turma de formandos remover um coto.
O the Green não foi mantido em primeiro lugar; depois de ser limpo, estava desalinhado e irregular, inclinando-se abruptamente em direção a um pântano no canto sudoeste. Já em 1807, a Faculdade estava debatendo sobre o futuro do enredo, considerando usá-lo para uma variedade de propósitos. Em 1828, o Conselho de Diretores finalmente votou para arar, semear, nivelar e cercar a área. A falta de financiamento atrasaria esse plano de ser executado imediatamente; o the Green foi nivelado em 1831 e finalmente cercado em 1836. A estrada principal de Hanover para o norte de Lyme, New Hampshire, já havia atravessado diagonalmente o the Green e, devido às novas cercas, teve que ser desviado em torno dele.

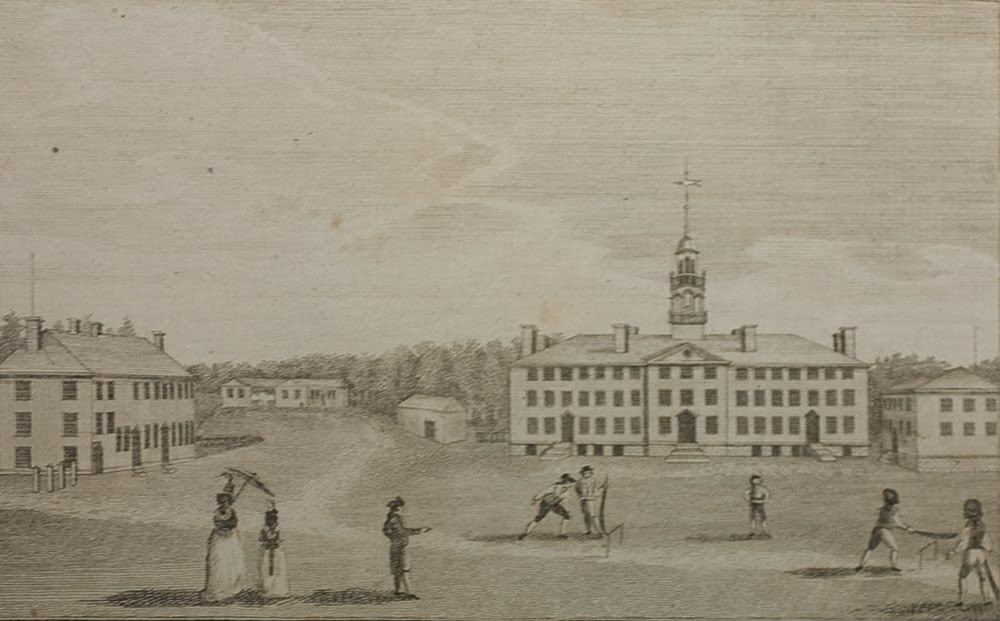
O the Green é proeminentemente caracterizado na primeira imagem conhecida de Dartmouth (por volta de 1793). A gravação também pode ser a primeira prova visual de críquete sendo jogado nos Estados Unidos.

Um dos primeiros usos do the Green foi como pasto para gado pertencente aos moradores da cidade. Os alunos de Dartmouth se ressentiram desse uso e, no início do século XIX, reuniram todos os animais no porão do Dartmouth Hall como um protesto. A cerca construída durante as reformas de 1836 foi, em parte, uma resposta a essa ação e destinava-se a manter os animais fora.

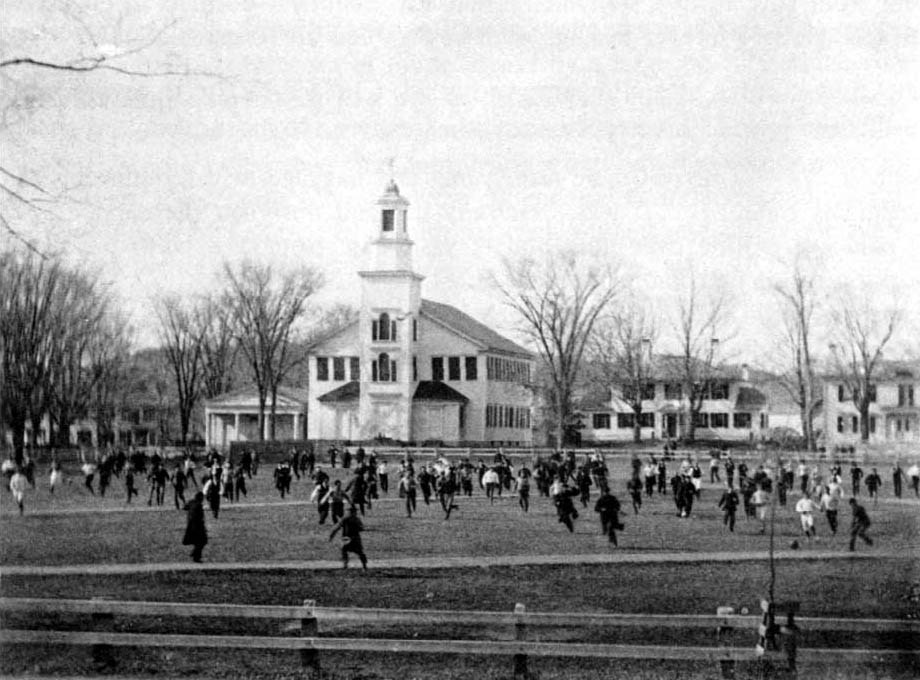
Alunos jogando futebol da divisão antiga no the Green, em 1874.

Em 1824, uma ordenança de Hanover permitia "jogar na bola ou em qualquer jogo em que a bola fosse usada no público comum em frente ao Dartmouth College", confirmando o uso contínuo do the Green como campo de atletismo. O críquete estava entre os jogos regularmente jogados no verde no século XVIII, e o futebol da divisão antiga foi jogado em 1820. Os primeiros jogos intercolegiais de Dartmouth em baseball (1866), pista e campo (1875), football (1881), e tennis (1884) aconteceram lá.  A Universidade construiu seu primeiro ginásio (Bissell Gymnasium) no canto sudeste do the Green em 1866-67.
Em abril de 1873, a Town of Hanover ocupou parte do canto sudeste do the Green para alinhar as ruas East e West Wheelock; a cidade mudou a cerca de 10 metros ao norte da sua posição original. Os estudantes de Dartmouth protestaram derrubando e queimando a cerca reconstruída; a cidade respondeu ameaçando reabrir a rua Main em sua rota anterior do canto sudoeste do the Green através do nordeste. Em um esforço para rapidamente substituir a cerca e impedir que a estrada fosse reaberta, o presidente da Universidade, Asa Dodge Smith, convenceu os estudantes a pagarem pela nova cerca. Em 1893, quando o propósito original da cerca (que era de manter fora os animais) não era mais necessário, a Universidade decidiu derrubá-la, para muitos protestos de estudantes e ex-alunos. A classe de 1893 restaurou e patrocinou parte da cerca como uma "cerca sênior", e hoje a "cerca sênior" corre ao longo das partes das fronteiras sul e oeste mais próximas ao canto sudoeste.  Apenas estudantes seniores foram autorizados a sentar-se sobre ele, e alunos novatos que violaram esta política, foram encharcados em um bebedouro nas proximidades.

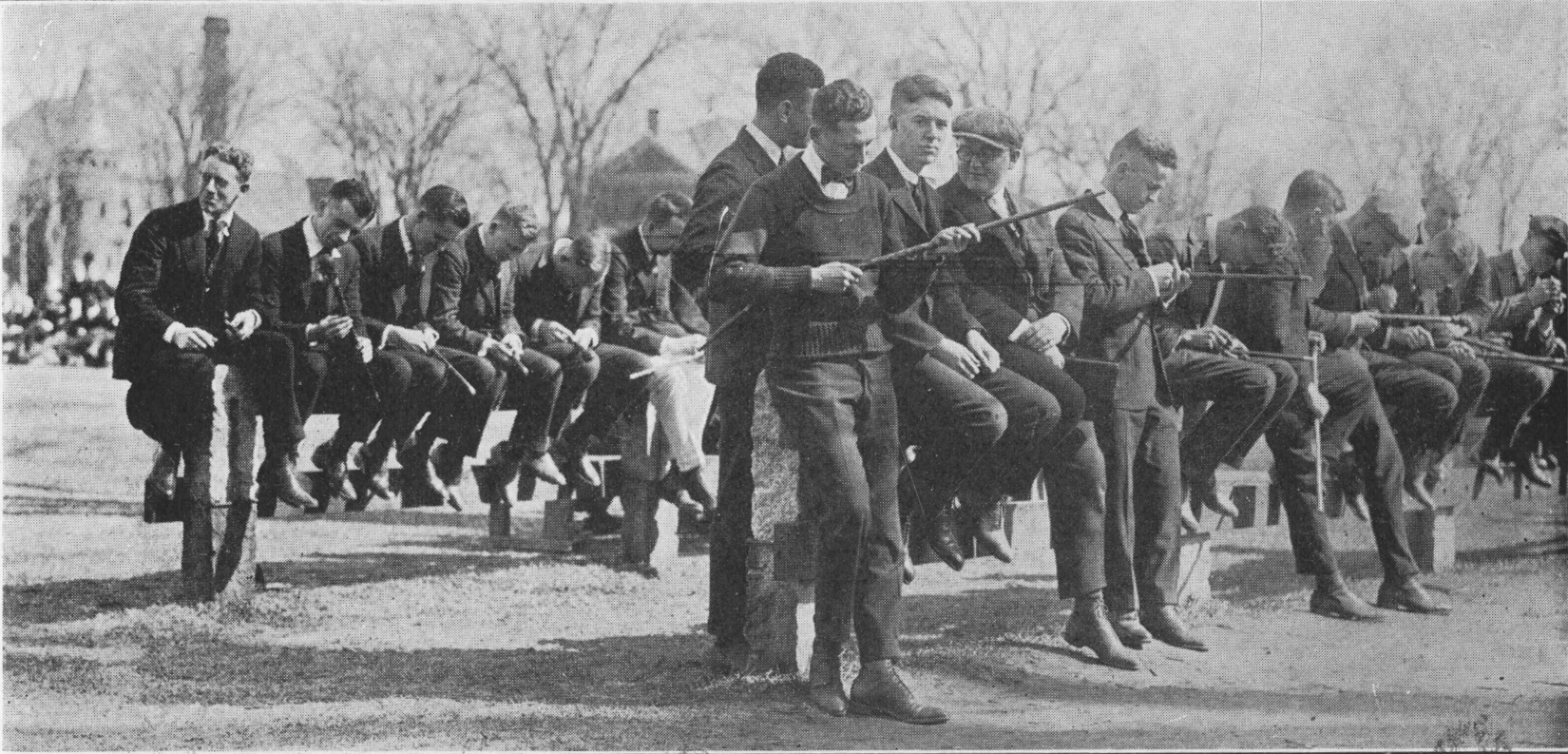
Homens que entalham bastões ao sentar-se na cerca sênior.

Em 1906, o Conselho de Administração votou para nomear oficialmente o espaço de "the College Green", embora na época o espaço também passasse por nomes como "the College Square", "the Common" e "the Campus". Além de pequenas alterações no fornecimento, vegetação e caminhos transversais, o the Green permaneceu praticamente inalterado desde que foi apurado.

## Usos
A edição de 2007-2008 do Dartmouth's Student Handbook afirma que o the Green é reservado "para uso informal, incluindo comícios e outras assembleias, por estudantes, professores, funcionários e convidados da Universidade ... e por um número limitado de eventos tradicionais". Já que outras instalações substituíram seu uso como tal, o the Green não é mais usado para competições oficiais de atletismo. No entanto, esportes e jogos informais freqüentemente ocorrem no the Green. Como todo o campus de Dartmouth, a totalidade do the Green é habilitada para Wi-Fi.

### Comícios e protestos
Dado o papel do the Green como "o centro físico e emocional da vida no campus", muitas vezes é o cenário para protestos, manifestações e manifestações. Dartmo, um diretório on-line dos prédios da Dartmouth College, descreve o the Green como sendo "usado em qualquer momento em que a alegria coletiva ou a frustração devam ser expressas". O Manual do Estudante de Dartmouth permite explicitamente que o the Green seja usado para demonstrações e comícios.

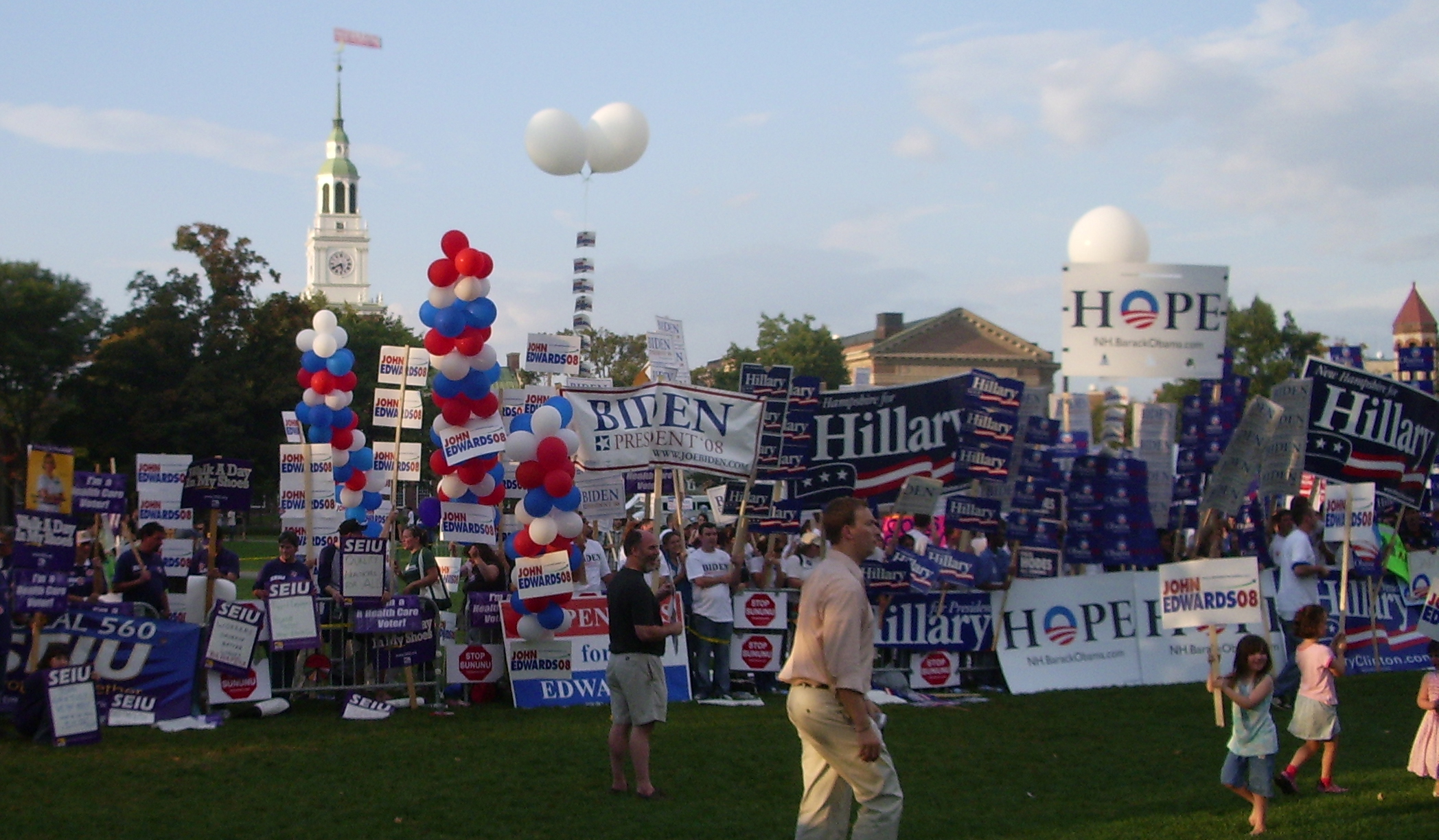
Alunos e membros da comunidade participam do the Green para candidatos democratas nas eleições presidenciais de 2008.

Uma das primeiras manifestações estudantis ocorreu em 1814, quando estudantes se reuniram no the Green para celebrar a derrota de Napoleão I da França na Europa. No auge da guerra do Vietnã na década de 1960, o the Green regularmente viu manifestações contra a guerra, alguns atraindo até mil manifestantes. Um protesto de 1969 sobre a presença do programa do Corpo de Treinamento de Oficiais de Reserva (CTOR) do campus, culminou com a ocupação do Parkhurst Hall, o prédio da administração da Universidade. Em 1986, os estudantes construíram favelas no the Green para encorajar a Universidade a se desfazer das empresas sul-africanas que apoiam o Apartheid; funcionários do jornal conservador The Dartmouth Review levaram marretas para as estruturas. Mais recentemente, o the Green foi o local de uma controversa manifestação do May Day em 2006 em favor dos direitos dos imigrantes.
Em 26 de setembro de 2007, Dartmouth organizou um debate sobre candidatos presidenciais democratas. O the Green foi o local de manifestações estudantis em favor de vários candidatos, e também a transmissão ao vivo de Hardball, com Chris Matthews. Em 30 de abril de 2016, Divest Dartmouth - um grupo de estudantes tentando se desfazer de uma lista de 200 empresas de combustíveis fósseis - liderou uma manifestação sobre a mudança climática no the Green, a maior da história de New Hampshire.

### Tradições e pelebrações
Dartmouth é bem conhecido por sua variedade de tradições estudantis de longa data, muitos dos quais estão centrados no the Green. No Homecoming a cada outono, uma fogueira é construída sobre o the Green pela turma de calouros; os estudantes e membros da comunidade se reúnem para observar os calouros correndo em volta enquanto ele queima. A celebração de inverno do Carnaval de Inverno vê a construção de uma escultura de neve no the Green. Na primavera, o Green Key Weekend é marcado por shows e apresentações no the Green, que até 1984 também era palco de corridas de carruagens extremamente competitivas.
Outras tradições envolvendo o the Green, incluem a colocação de uma árvore de Natal no centro a cada dezembro e um anual americano nativo Pow-Wow. Os estudantes se reúnem no the Green na noite da primeira nevasca do inverno para uma luta de bolas de neve em toda a escola. As cerimônias de formatura da Universidade são tradicionalmente realizadas no the Green, independentemente das condições meteorológicas.